# Puente de Aragón (Valencia)
El puente de Aragón es un puente peatonal y para paso de vehículos que atraviesa en perpendicular el cauce del Turia comunicando la plaza Zaragoza y el paseo de la Alameda con la Gran Vía Marqués del Turia en la ciudad española de Valencia.
Tras varios años de obras, el puente fue inaugurado oficialmente en 1933.

## Características
Es obra de los ingenieros Arturo Monfort, José Burguera y Gabriel Leyda. Debe su nombre a la antigua estación de Aragón, hoy desaparecida. Con motivo de su construcción el Puente del Mar pasó a ser de uso exclusivo para peatones. El estilo del puente es racionalista. Cuenta con seis arcos de 25 metros, su longitud es de 167 metros y su ancho de 30 metros, con seto central y calzadas laterales. Las grandes columnas de hierro servían para sujetar los cables del tranvía y el alumbrado.